# 투모로우 (영화)
《투모로우》(영어: The Day After Tomorrow)는 2004년 개봉한 미국의 SF 재난 영화이다. 지구 온난화로 인해 지구에 닥치는, 기후 변화에 의한 기후 재앙을 다루고 있다.
이 영화의 촬영 당시 일본에 우박이 떨어진 장면은 세트장에서 만든 스티로폼 우박 모형으로 만들어졌다.

## 줄거리
고기후학자 잭 홀은 동료 프랭크와 제이슨과 함께 미국 해양대기청을 위해 라르센 빙붕에서 빙하 코어 샘플을 채취하는데, 빙붕이 분리되기 직전이었다.
뉴델리에서 열린 유엔 회의에서 잭은 기후변화가 임박한 빙하기를 초래할 수 있음을 보여주는 자신의 연구에 대해 논의하지만, 미국의 부통령 레이먼드 베커는 그의 발견을 일축한다. 스코틀랜드 헤들랜드 센터의 해양학자 테리 랩슨 교수는 잭의 의견이 옳다고 믿고 피할 수 없는 기후 변화에 대한 그의 견해에 공감하며 친구가 된다.
도쿄도에는 거대한 우박 폭풍이 몰아치고, 국제우주정거장의 우주비행사들은 캐나다, 유럽, 시베리아 상공에서 세 개의 거대한 슈퍼 폭풍을 발견한다. 스코틀랜드에 있는 랩슨의 팀은 북대서양의 여러 부표에서 심각한 온도 하락을 감지하기 시작하고, 잭의 이론이 옳았으며 기후 변화가 너무 빠르게 진행되고 있음을 깨닫는다. 허리케인의 잔해는 로스앤젤레스 분지에 파괴적인 토네이도를 발생시킨다. 밸모럴성에서 영국의 왕가를 구출하기 위해 보내진 헬리콥터 세 대가 슈퍼 폭풍의 태풍의 눈으로 비행하다 스코틀랜드에서 추락한다.
잭과 랩슨의 팀은 미국 항공 우주국 기상학자 재닛 토카다와 함께 잭의 연구를 기반으로 예측 모델을 구축하여 기후 변화의 영향이 6~8주 내에 (나중에는 7~10일로 밝혀짐) 발생할 것이라는 사실을 발견한다. 랩슨은 잭에게 상부 대류권에서 흡입된 공기가 사이클론의 눈에 갇힌 모든 것을 −150 도 화씨 (−101 도 섭씨) 이하의 온도로 순식간에 얼려 연료가 얼어붙어 헬리콥터 추락을 일으켰다고 알려준다.
뉴욕에서 잭의 아들 샘은 친구 브라이언, 로라와 함께 학술 십종경기에 참가하고, 그곳에서 새로운 친구 JD를 사귄다. 북미 슈퍼 폭풍은 강력한 바람과 비를 일으켜 맨해튼을 무릎 깊이의 물로 범람시킨다. 모든 교통수단이 멈추면서 도시 주민들은 고립된다. 거대한 폭풍해일이 도시를 덮치고, 샘의 일행은 뉴욕 공립도서관으로 피신해야 했다. 경찰관과 함께 택시에서 어려움에 처한 프랑스어 관광객 두 명을 구하려다 로라는 다리에 상처를 입는다. 샘은 작동하는 공중전화를 통해 잭과 그의 어머니 루시(소아청소년과 의사)에게 연락한다. 잭은 샘에게 임박한 슈퍼 폭풍에 대해 경고하고, 안에 머물며 몸을 따뜻하게 하라고 촉구하며 구하러 가겠다고 약속한다. 랩슨과 그의 팀은 유럽 폭풍에 희생된다. 루시는 병원에 남아 침대에 누워 있는 환자들을 돌보며, 당국이 결국 그들을 구출한다.
잭의 제안에 따라 미국 대통령 블레이크는 남부 주 주민들을 멕시코로 대피시키도록 명령한다. 반면 정부는 북부 지역 주민들에게 피난처를 찾아 따뜻하게 지내라고 경고한다. 잭, 제이슨, 프랭크는 뉴욕으로 향한다. 펜실베이니아주를 가로질러 이동하던 중, 프랭크는 눈으로 덮인 쇼핑몰의 채광창을 통해 떨어지고, 친구들이 함께 떨어지는 것을 막기 위해 로프를 끊어 자신을 희생한다. 도서관에서 대부분의 생존자들은 샘의 경고에도 불구하고 홍수가 얼어붙은 후 남부 주 난민들과 합류하기 위해 떠난다. 멕시코에서 베커는 블레이크의 차량이 슈퍼 폭풍에 희생되었다는 것을 알게 된다.
로라는 부상으로 패혈증이 발생하고, 샘, 브라이언, JD는 물이 얼기 전에 도시로 떠내려온 버려진 러시아 화물선을 뒤져 페니실린과 물품을 찾는다. 그들은 필요한 것을 찾으면서 센트럴 파크 동물원에서 탈출한 회색늑대 무리와도 마주친다. 소년들은 늑대들을 물리치고 필요한 물품을 가지고 도서관으로 돌아오고, 북미 슈퍼 폭풍의 눈이 맨해튼을 통과하여 얼어붙게 한다. 잭과 제이슨은 버려진 식당으로 피신하여 간신히 살아남는다.
며칠 후, 슈퍼 폭풍은 잦아든다. 도서관에서 탈출하려던 사람들을 포함하여 밖에서 얼어 죽은 사람들을 발견한 후, 잭과 제이슨은 도서관에 도착하여 샘의 일행이 살아 있는 것을 발견한다. 잭은 멕시코의 미군에 라디오 메시지를 보내 대피 노력을 시작하도록 한다.
멕시코 주재 미국 대사관에서 새로운 대통령으로서 첫 연설에서 베커는 더 웨더 채널에서 자신의 무지에 대해 사과하고 헬리콥터를 보내 뉴욕의 잭과 샘의 일행을 포함한 생존자들을 구출한다. 국제우주정거장에서 우주비행사들은 지구의 변형된 표면, 이제 북반구의 대부분에 걸쳐 펼쳐진 빙상을 경외심을 가지고 내려다보며, 공기가 그렇게 맑아 보인 적이 없었다고 말한다.

## 출연
- 데니스 퀘이드 - 잭 홀 교수(기후학자)
- 제이크 질런홀 - 샘 홀(잭의 아들)
- 셀라 워드 - 루시 홀(잭의 전 부인)
- 에미 로섬 - 로라 채프먼(샘의 친구)
- 알제이 스미스 - 브라이언 파크스 (샘의 친구)
- 이언 홈 - 테리 랩슨 박사(해양학자)
- 오스틴 니컬스 - JD(샘의 친구)
- 대시 미호크 - 제이슨 에번스(잭의 동료)
- 제이 O. 샌더스 - 프랭크 해리스 (잭의 동료)
- 케네스 웰시 - 레이먼드 베커(미국 부통령)
- 페리 킹 - 블레이크(미국 대통령)
- 네스터 세라노 - 톰 고메즈(잭의 상사)
- 탬린 토미타 - 재닛 토카다(기상학자)
- 글렌 플러머 - 루서(노숙자)
- 에이드리언 레스터 - 사이먼(랩슨의 동료)
- 리처드 맥밀런 - 데니스(랩슨의 동료)
- 사샤 로이즈 - 파커(우주비행사)
- 크리스토퍼 브리튼 - 보스틴
- 에이미 슬론 - 엘사
- 실라 매카시 - 주디스
- 톰 루니 - 제러미
- 크리스천 테시에 - 에런
- 미미 쿠직 - 국무부 장관
- 릭 호프먼 - 게리
- 제이슨 블리커 - 폴
- 로빈 윌콕 - 토니

## MBC 성우진 (2006년 10월 5일)
- 박일 - 잭 홀 박사(데니스 퀘이드)
- 김영선 - 샘 홀(제이크 질런홀)
- 김아영 - 로라 챔프먼(에미 로섬)
- 김호성 - 브라이언(알제이 스미스)
- 박영희 - 닥터 루시 홀(셀라 워드)
- 이종혁 - 테리 랩슨(이언 홈)
- 김용식 - 부통령(케네스 웰시)
- 이병식
- 이영란
- 최석필
- 이상범
- 김기철
- 김용준
- 이상훈
- 고성일
- 방성준
- 이원찬
- 조현정
- 김두희
- 류승곤
- 유상우
- 이민하
- 한경화

### MBC판 스태프
- 그래픽 디자인 - 박명호
- 편집감독 - 양광춘
- 녹화 - 이금규
- 음향 - 김정훈
- 음향효과 - 김홍식, 군영인
- 녹음 - 이승현
- 번역 - 정미선
- 우리말 연출 - 문형찬

## 같이 보기
- 설국열차 (드라마)
- 생존 영화